# Шильдер, Николай Густавович
Николай Густавович Шильдер (12 [24] марта 1828, Харьков, Слободско-Украинская губерния — 13 [25] марта 1898, Царское Село, Санкт-Петербургская губерния) — русский жанровый и портретный живописец, сторонник академизма, видная фигура среди петербургских художников времён «великих реформ» и «контрреформ»; отец пейзажиста Андрея Шильдера. Академик Императорской Академии художеств (с 1861).

## Биография
Происходил из дворянского рода прибалтийских немцев — третий сын отставного корнета, смотрителя Московской коммерческой школы Отто Густава (Евстафия Андреевича) Шильдера.
В 1845 и 1846 годах пытался поступить в рисовальную школу Общества поощрения художников, но не был принят.
В 1850 году поступил в Академию художеств, где учился более 10 лет в классе батальной живописи у Б. П. Виллевальде, получая по прошению своего учителя до 1858 года содержание от Совета академии. В 1853 году был награждён малой серебряной медалью за картину «Пикет лейб-гвардии Литовского полка. Из аванпостной службы». В 1854—1855 годах он работал над картинами на темы Крымской войны; в 1855 году им была написана картина «Прощание ополченцев» (ГРМ). 
Затем, под влиянием творчества П. А. Федотова, он обратился к жанровой живописи. В 1857 года была написана картина «Искушение» по сюжету федотовской сепии «Бедной девушке краса — смертная коса». За неё в 1857 году об был награждён большой серебряной медалью. Картина была вскоре приобретена Павлом Третьяковым, став одним из первых его приобретений (вслед за «Стычкой с финляндскими контрабандистами» Василия Худякова); впрочем, мецената эта работа не привлекала, и первоначально он уступил её другому собирателю прежде, чем она вновь оказалась в его собственности.
В 1858 году пишет «Семейное счастье» (не сохранилось). В 1859 и 1860 годах над конкурсными программами академии; написанные им эскизы картин «Ростовщик» и «Сговор невесты» сохранились и находятся в фондах Государственного Русского музея.
В 1861 году за картину «Расплата с кредиторами» Шильдер был удостоен звания академика жанровой и батальной живописи.
С 1860-х годов он много работал в жанре портрета. Около 1864 года им был написан портрет М. Н. Муравьёва; в 1873 году на академической выставке были представлены портрет генерал-майора Петухова и детские портреты в технике пастели. В 1880-х годах им были выполнены портреты членов царской семьи: Александра III и его супруги Марии Фёдоровны. Неоднократно Н. Г. Шильдер получал разрешение копировать картины, находившиеся в Зимнем дворце, в их числе: портрет А. В. Суворова, портрет генерала Сиверса из Военной галереи, портрет Екатерины II (работы И. Б. Лампи).
Также Н. Г. Шильдер писал иконы; им был создан иконостас церкви в Даниловском уезде Ярославской губернии.
Умер 13 (25) марта 1898 года в Царском Селе; похоронен на Казанском кладбище.
Его сын Андрей Николаевич Шильдер (1861—1919) был учеником И. И. Шишкина и стал известным художником-пейзажистом.

## Галерея работ

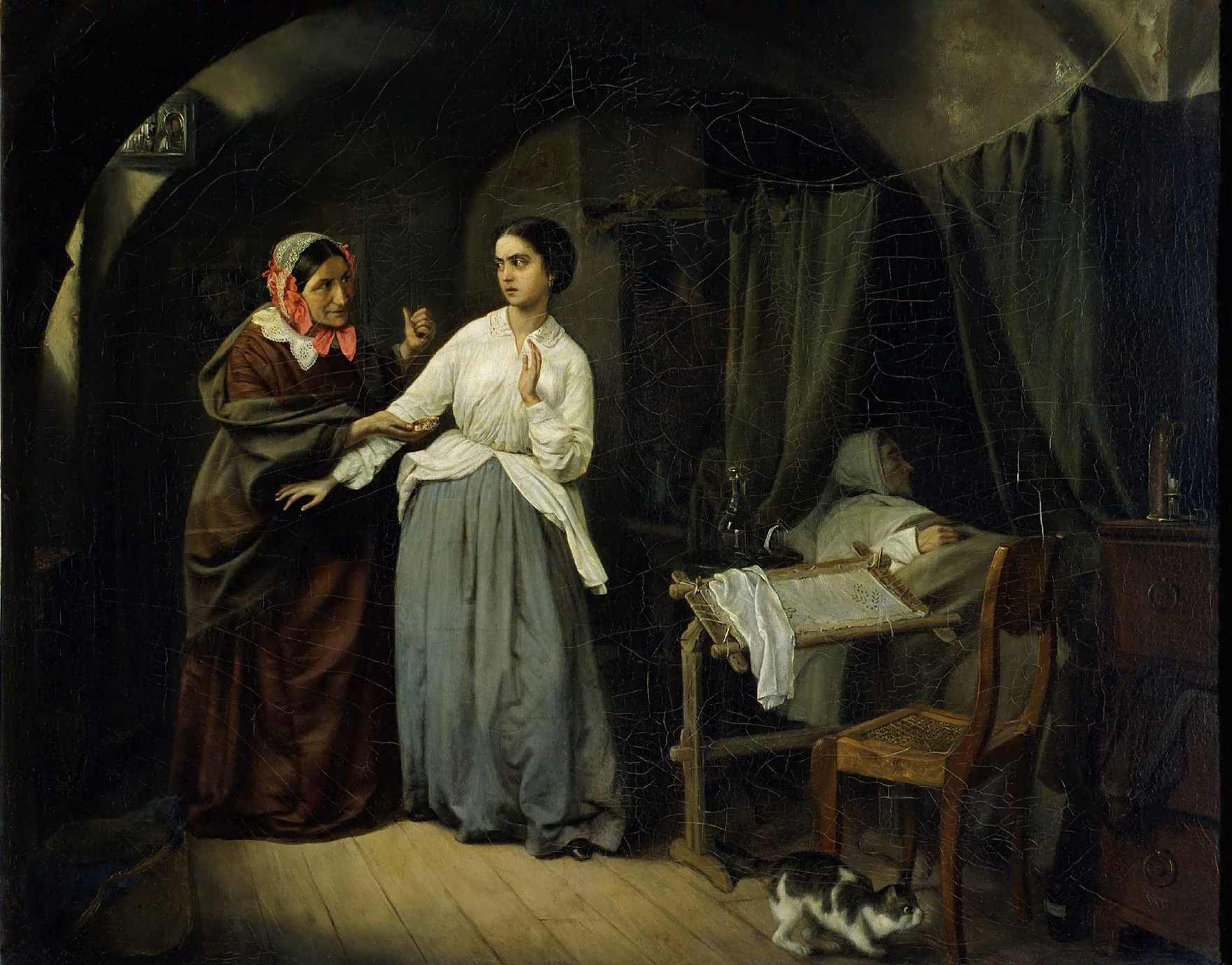
Искушение (1857)
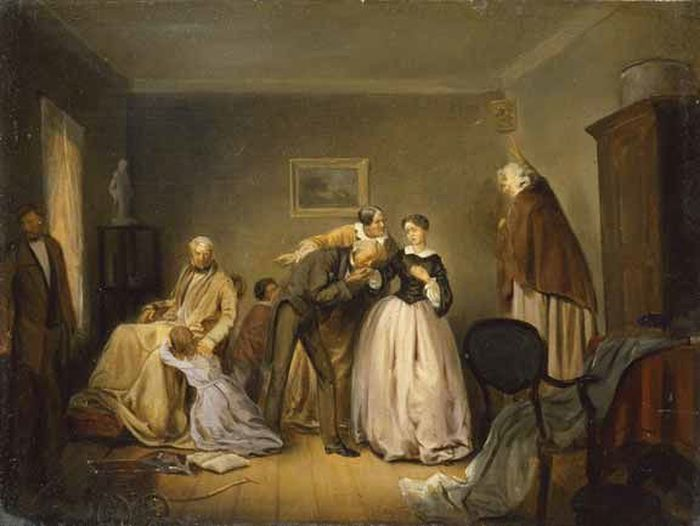
Сговор невесты (1859)
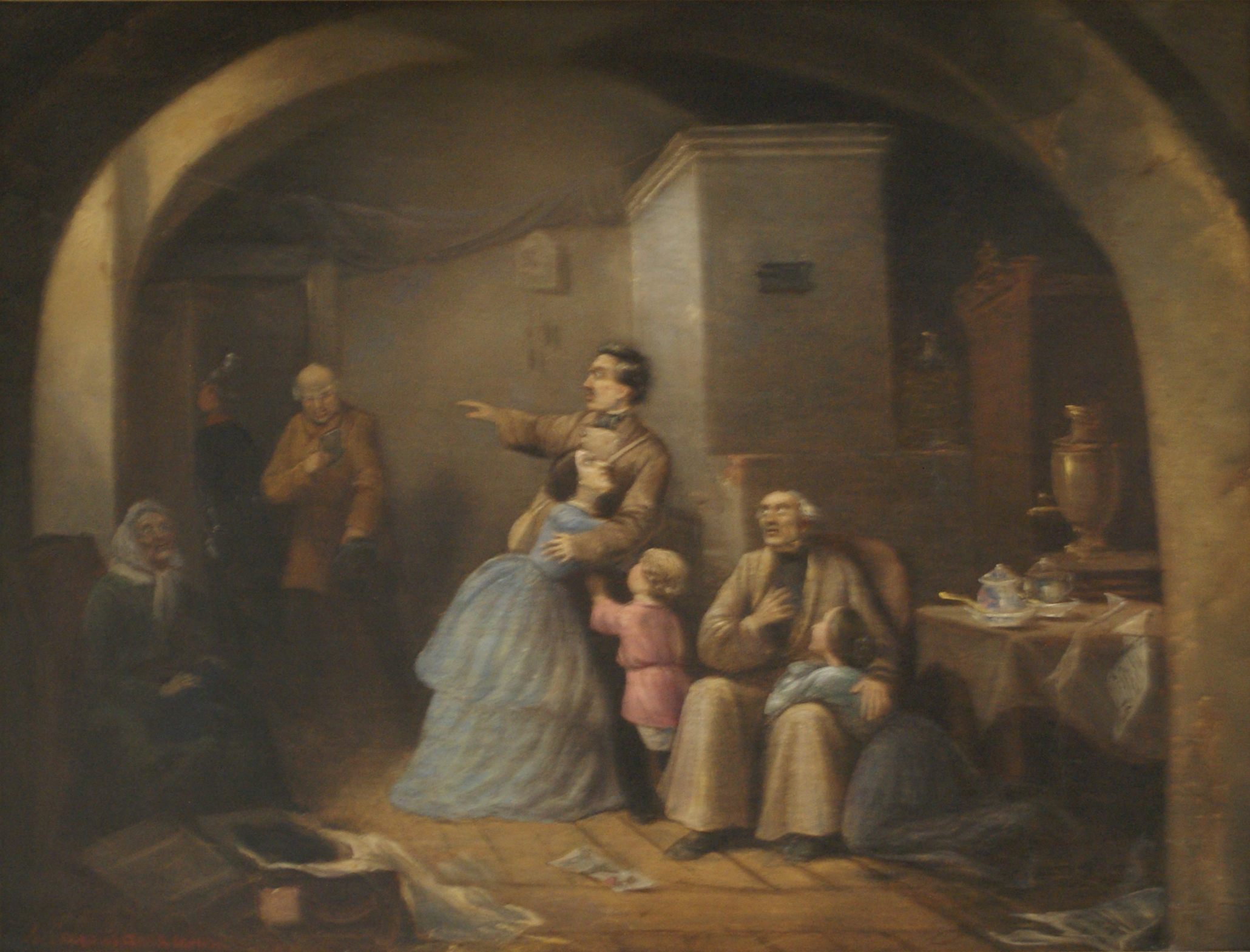
Расплата с кредиторами
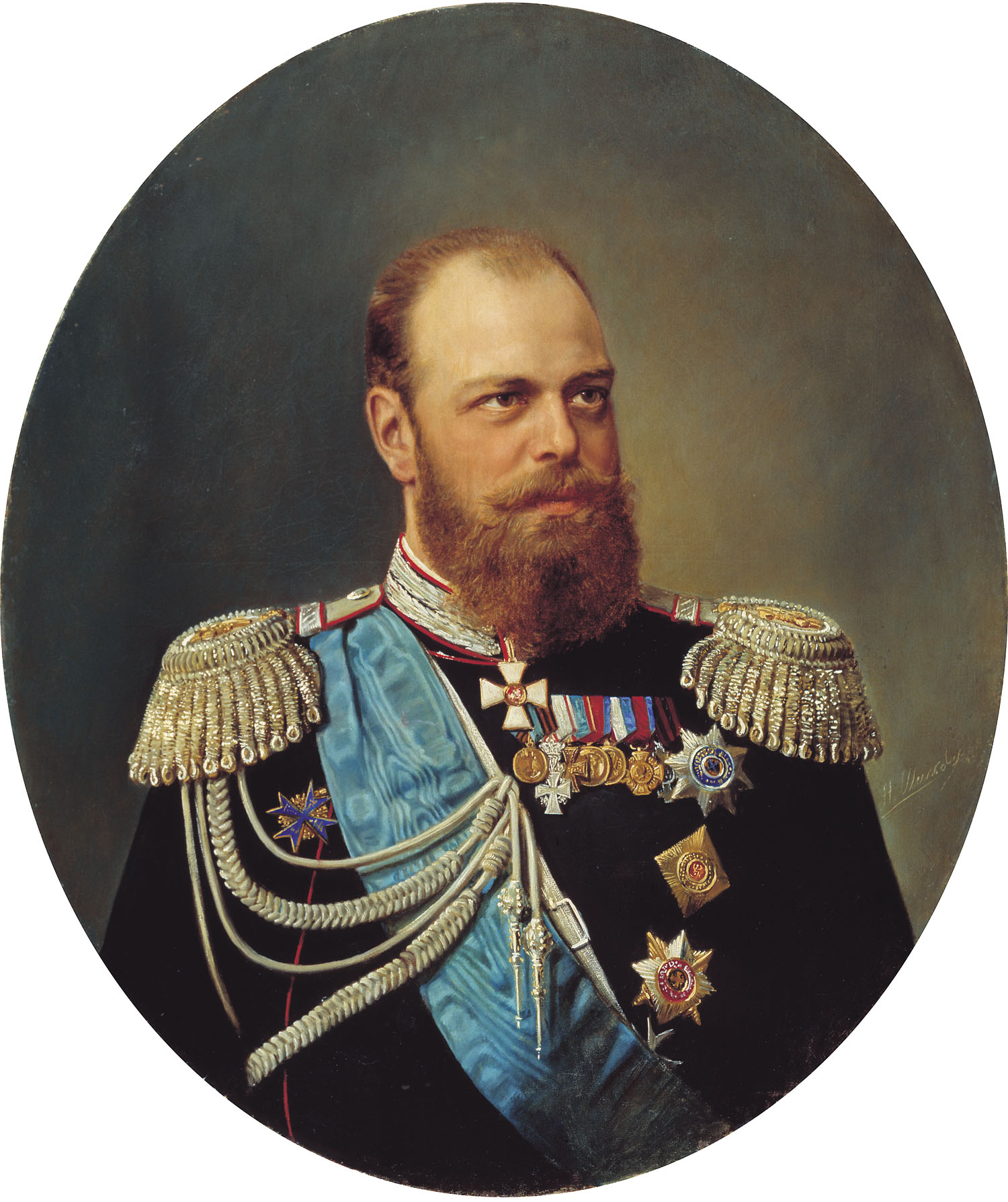
Александр III
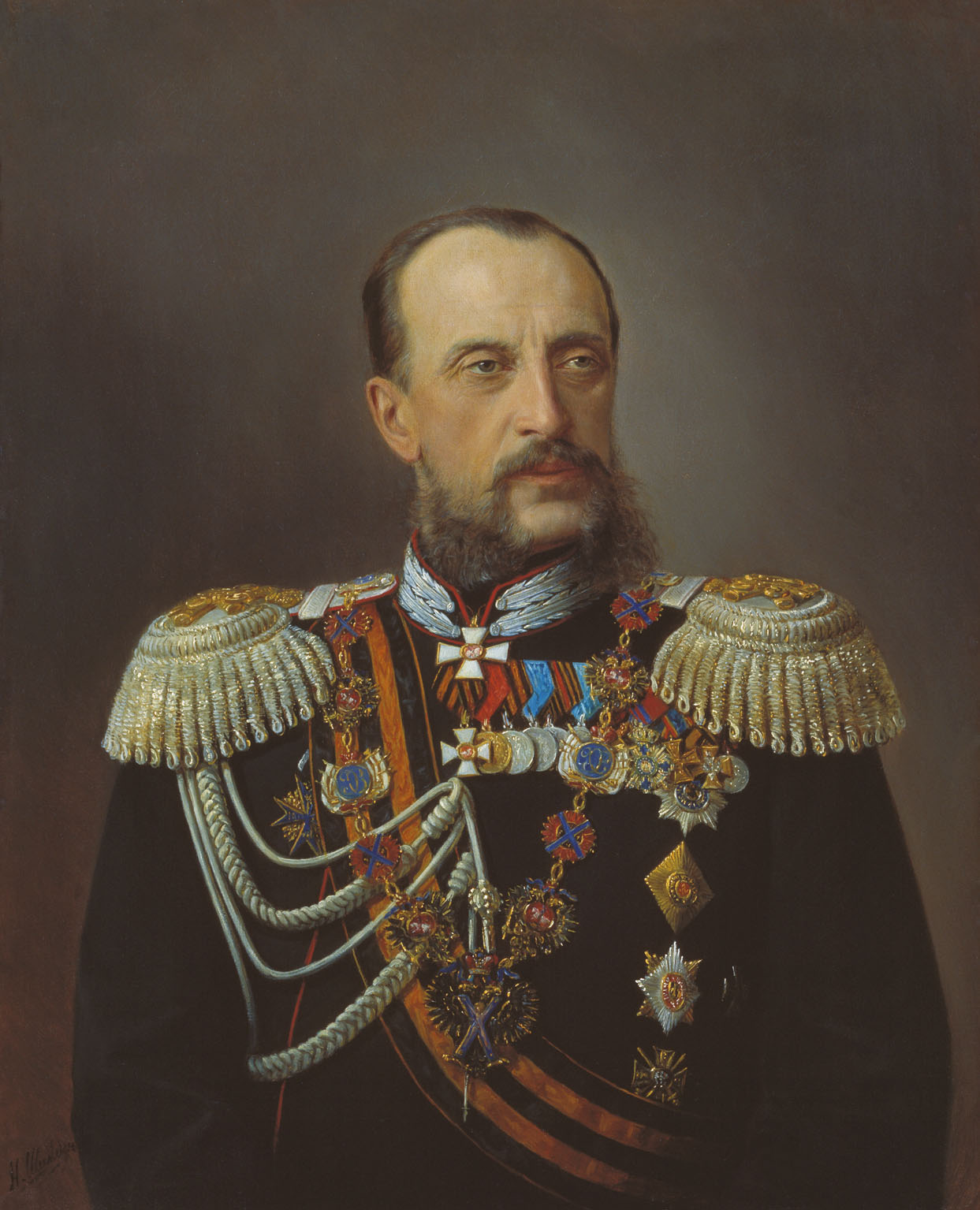
Великий князь Николай Николаевич
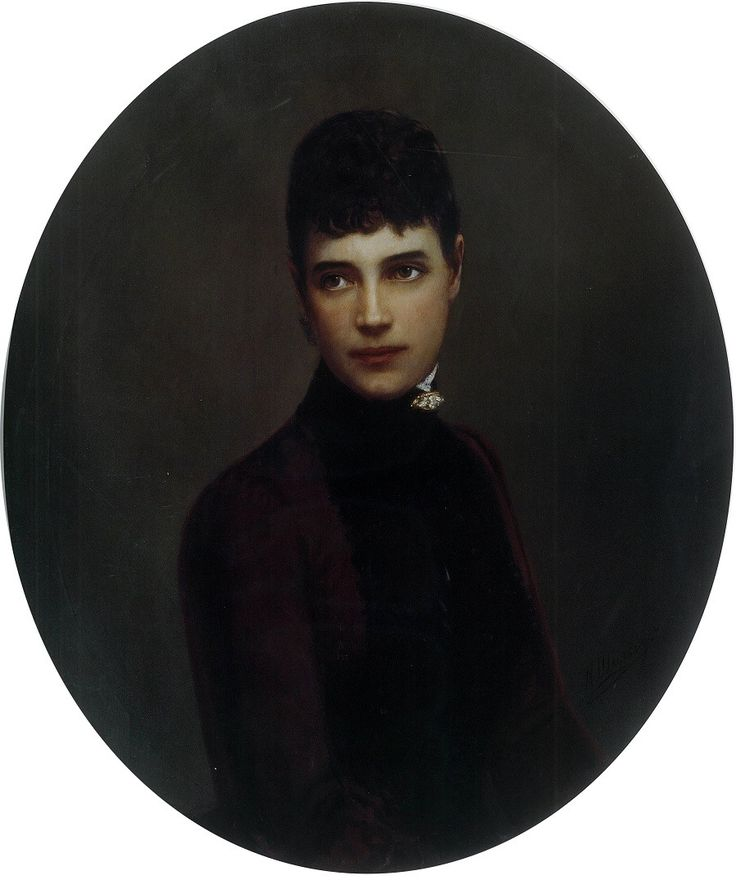
Императрица Мария Фёдоровна